# Melissa Hill
Melissa Hill, pseudonimo di Lorrie Kizama (San Francisco, 8 gennaio 1970), è un'ex attrice pornografica e regista statunitense.

## Biografia e carriera pornografica
Nata a San Francisco da ragazza ha studiato danza classica ed è diventata istruttrice dopo il diploma di scuola superiore. Melissa Hill è entrata nell'industria pornografica nel 1992, facendo la modella su riviste quali Club, Hustler e High Society. Successivamente, ha iniziato a girare film, registrando oltre 270 scene fino al suo ritiro. In carriera ha vinto numerosi AVN, tra cui quello di miglior attrice nel 1997 e quello di miglior attrice non protagonista nel 1998. Melissa ha preso parte ai documentari pornografici "After Porn Ends 2" e "After Porn Ends 3", dove ha raccontato la sua vita dopo aver lasciato l'industria pornografica. Nel 2014 è stata inserita nella Hall of Fame dagli AVN Awards mentre l'anno successivo da quella degli XRCO.
Inoltre, è apparsa nella commedia pornografica Orgazmo e in alcuni film classici quali Beyond Fucked: A Zombie Odyssey.

## Riconoscimenti
- AVN Awards
  - 1997 – Best Actress (film) per Penetrator 2: Grudgefuck Day[11]
  - 1997 – Best All-Girl Sex Scene (film) per Dreams of Desire con Jill Kelly[12]
  - 1998 – Best Supporting Actress (film) per Bad Wives[13]
  - 2014 – AVN Hall of Fame - Video Branch[14]
- XRCO Award
  - 2015 – XRCO Hall of Fame[15]

## Filmografia
- New Faces, Hot Bodies 11 (1993)
- Video Virgins 8 (1993)
- Adventures of Studman 1 (1994)
- Amateur Dreams 4: San Diego Sex Fest (1994)
- Beach Bum Amateurs 36 (1994)
- Brassiere To Eternity (1994)
- Butt Sisters Do New York (1994)
- Creme De La Face 3: Caught in the Middle (1994)
- DeSade (1994)
- Dick and Jane Go to Northridge (1994)
- Dirty Dating Service 5 (1994)
- Dirty Dating Service 6 (1994)
- Fantasy Flings 2 (1994)
- First Time Lesbians 12 (1994)
- Homegrown Video 418: Looks As Good As It Feels (1994)
- Learning The Ropes 9: The Training Continues (1994)
- M Series 23 (1994)
- Melissa Hill (1994)
- Midnight Snacks (1994)
- Milli Vanilla (1994)
- Mr. Peepers' Amateur Home Videos 90: Backdoor Bonanza (1994)
- Nasty Nymphos 5 (1994)
- Natural Born Thrillers (1994)
- Naughty by Night (1994)
- New Faces, Hot Bodies 12 (1994)
- Odyssey Group Volume 380 (1994)
- Rock Me (1994)
- Secret Rendez-vous (1994)
- Shaved 6 (1994)
- Strippers Inc. (1994)
- Surprise (1994)
- Teacher's Pet Lesson 1 (1994)
- Thief (1994)
- Video Virgins 9 (1994)
- Voyeur 2 (1994)
- Wildgirls 1 (1994)
- Adventures of Studman 2 (1995)
- Adventures of Studman 3 (1995)
- American Pie (1995)
- Anal Adventures of Suzy Superslut 2 (1995)
- Apocalypse Climax 1 (1995)
- Apocalypse Climax 2 (1995)
- April is This Year's Blonde (1995)
- Arrowhead (1995)
- Babe Watch 2 (1995)
- Bed And Breakfast (1995)
- Bedlam (1995)
- Blonde And Beyond (1995)
- Butt Sisters Do Boston (1995)
- Butt Sisters Do Seattle (1995)
- Cry Baby (1995)
- Dangerous Games (1995)
- Dirty Bob's Xcellent Adventures 20 (1995)
- Dirty Laundry 2 (1995)
- Dreams (1995)
- Euro-max 3 (1995)
- Every Woman Has A Fantasy 3 (1995)
- Exposure (1995)
- Four Weddings And A Honeymoon (1995)
- Girl With the Heart-shaped Tattoo (1995)
- Hard Squeeze (1995)
- Harder She Craved (1995)
- Hawaiian Heat 1 (1995)
- Hot Wishes (1995)
- Invitation for Lust (1995)
- Lay of the Land (1995)
- Little Girl Lost (1995)
- Loose Morals (1995)
- Make Me Watch (1995)
- Mile High Club (1995)
- Mixed-up Marriage (1995)
- New Faces, Hot Bodies 13 (1995)
- On The Rise (1995)
- Ona Zee's Sex Academy 2 (1995)
- Ona Zee's Sex Academy 3 (1995)
- Ona Zee's Sex Academy 4 (1995)
- Outcall Outlaw (1995)
- Penetrator 2 (1995)
- Private Eyes (1995)
- Private Stories 1 (1995)
- Private Stories 2 (1995)
- Private Video Magazine 22 (1995)
- Reckless Passion (1995)
- Rod Wood (1995)
- Rumpman Goes To Cannes (1995)
- Sally and Melissa (1995)
- Searching For Wild Girls (1995)
- Shave Tails 1 (1995)
- Skin Hunger (1995)
- Southern Belles 4 (1995)
- Star (1995)
- Street Legal (1995)
- Strippers Inc. 2 (1995)
- Strippers Inc. 3 (1995)
- Striptease (1995)
- Taboo 14 (1995)
- Tongue (1995)
- Triple Play 94: Triple Decker Sex Sandwich (1995)
- Triple X 1 (1995)
- Triple X 2 (1995)
- Triple X 3 (1995)
- Triple X 6 (1995)
- Visions (1995)
- Visions 2 (1995)
- Wildgirls Cleaning Service (1995)
- Adult Video News Awards 1996 (1996)
- Deadly Sin (1996)
- Deep Behind the Scenes with Seymore Butts 1 (1996)
- Dirty Bob's Xcellent Adventures 25 (1996)
- Dirty Bob's Xcellent Adventures 26 (1996)
- Dirty Little Secrets (1996)
- Double Header (1996)
- Dreams of Desire (1996)
- Ghost Town (1996)
- Hornet's Nest (1996)
- In Cold Sweat (1996)
- Jenna Loves Rocco (1996)
- Latex and Lace (1996)
- Latex Leather and Lace (1996)
- Mindset (1996)
- Misfit (1996)
- New Faces, Hot Bodies 20 (1996)
- Nightclub (1996)
- Nikki Loves Rocco (1996)
- Ona's Awesome Anals (1996)
- Palace Of Pleasure (1996)
- Pristine 2 (1996)
- Pussy Hunt 16 (1996)
- Red Hot Lover (1996)
- Sex Machine (1996)
- Shaving Beauties (1996)
- Show 1 (1996)
- Smokescreen (1996)
- Snatch Masters 14 (1996)
- Something Blue (1996)
- Southern Belles: Sugar Magnolias (1996)
- Style 3 (1996)
- Suggestive Behavior (1996)
- Torrid Tales (1996)
- Toy Box (1996)
- Triple X 17 (1996)
- Triple X 18 (1996)
- Vivid's Bloopers And Boners (1996)
- Wild Dreams (1996)
- XXX (1996)
- Adult Video News Awards 1997 (1997)
- Audition (1997)
- Bad Wives 1 (1997)
- Big Game (1997)
- Blaze (1997)
- Bridal Shower (1997)
- Control (1997)
- Craving (1997)
- Daily Nudes (1997)
- Dangerous Tides (1997)
- Dirty Bob's Xcellent Adventures 28 (1997)
- Dirty Bob's Xcellent Adventures 29 (1997)
- Dirty Bob's Xcellent Adventures 30 (1997)
- Hotel No Tell (1997)
- Impact (1997)
- Indigo Delta (1997)
- Jenna's Built for Speed (1997)
- Lustful Roommates (1997)
- Masseuse 3 (1997)
- Max World 12: Chicks For Free (1997)
- Melissa's Night (1997)
- Mike South's Travels 1: Tearing It Up in Tampa (1997)
- No Man's Land 17 (1997)
- No Man's Land 20 (1997)
- Orgazmo (1997)
- Private Stories 23 (1997)
- Snatch Masters 29 (1997)
- Stardust 10 (1997)
- Stardust 11 (1997)
- Sweet Revenge (1997)
- Tight Squeeze (1997)
- Train (1997)
- Triple X 25 (1997)
- Turnabout (1997)
- Waterworld (1997)
- Wicked Minds (1997)
- Wishbone (1997)
- Adult Video News Awards 1998 (1998)
- Amateur Extravaganza 58 (1998)
- Divine Rapture (1998)
- Emergency 69 (1998)
- Femme Covert (1998)
- Jealousy (1998)
- Knockout (1998)
- Mike South's Peaches and Cream (1998)
- Naked Lust (1998)
- News Action (1998)
- One Size Fits All (1998)
- Private Castings X 6 (1998)
- Skin Game (1998)
- Special Delivery (II) (1998)
- Stardust 12 (1998)
- Sunset, Inc. (1998)
- Taking Care of Business (1998)
- XRCO Awards 1998 (1998)
- Arcade (1999)
- Before They Were Pornstars 1 (1999)
- Clinic (1999)
- Cream Dreams (1999)
- Fucked To Death (1999)
- I Touch Myself 2 (1999)
- No Man's Land 26 (1999)
- Nothing to Hide 3 (1999)
- Nothing To Hide 4 (1999)
- Red Hot Pussy (1999)
- Sodomania: Slop Shots 6 (1999)
- Tina Tyler's Favorites 3: Blowjobs 2 (1999)
- Voyeur's Favorite Blowjobs and Anals 3 (1999)
- Wet Spots 7 (1999)
- All Girl Pussy Lickers (2000)
- Artemesia (2000)
- Best of the Vivid Girls 30 (2000)
- Blow Me (2000)
- Blue Danube (2000)
- Motel Sex (2000)
- Sorority Sex Kittens 4 (2000)
- Sorority Sex Kittens 5 (2000)
- Booty Camp (2001)
- Pigskin Porno (2001)
- Porno Gear: the Movie (2001)
- Private Life of Monique Covet (2001)
- Handjobs Across America 1 (2002)
- Heaven's Revenge (2002)
- I Love To Masturbate 1 (2002)
- Monster Facials 1 (2002)
- Oral Rookies (2002)
- Trolling for Love (2002)
- Eager Beavers (2003)
- Handjobs Across America 2 (2003)
- Jawbreakers (2003)
- Nasty As I Wanna Be: Dyanna Lauren (2003)
- Naughty Calendar Auditions 1 (2003)
- Saturday Night Beaver (2003)
- Award Winning Sex Scenes (2004)
- Foxhole Days (2004)
- Haulin' Ass (2004)
- Ho'down Lickdown (2004)
- Making Ends Meet (2004)
- Ron Jeremy Makes It Big (2004)
- Say Aloha To My A-hola (2004)
- Bent Over Bitches (2005)
- Jenteal Uncensored (2005)
- Sex Ahoy (2005)
- Cum Lovers (2008)
- Hard Sex (2008)
- Naughty Amateur Home Videos: Decadent Delaware (2008)
- Butt Floss Chronicles (2009)
- First Time Lesbians 11 (new) (2009)
- Beyond Fucked: A Zombie Odyssey (2013)
- Measure X (2013)
- Underworld (2013)
- Mom Likes Pussy (2014)